# Hapigia cinnamomea
Hapigia cinnamomea är en fjärilsart som beskrevs av Felix Bryk 1953. Hapigia cinnamomea ingår i släktet Hapigia och familjen tandspinnare. Inga underarter finns listade i Catalogue of Life.